# Firma
Firma je polysémantický pojem, který se používá ve dvou různých významech. V právním pojetí (obchodní firma) se jedná o název, pod kterým je podnikatel zapsán v obchodním rejstříku. V ekonomickém pojetí se však používá jako synonymum k pojmům podnik a společnost.

## Právní pojetí
Obchodní firma je jméno, pod kterým je podnikatel zapsán do obchodního rejstříku (§ 423 zákona č. 89/2012 Sb.). Obchodní firmou právnické osoby je název, pod kterým je zapsána v obchodním rejstříku. Člověk se zapíše do obchodního rejstříku pod obchodní firmou tvořenou zpravidla jeho jménem, avšak může se zapsat pod jinou obchodní firmou než pod svým jménem. V takovém případě musí být zřejmé, že nejde o obchodní firmu právnické osoby (§ 425 zákona č. 89/2012 Sb.).
Firma je ochranným označením, které je předmětem práva duševního vlastnictví a jako zvláštní druh „nehmotného statku“ vyznačuje osobitost podnikatele. Podnikatel je povinen činit právní jednání vždy pod svou firmou, na podnikatele nezapsaného v obchodním rejstříku se ale firemní právo nevztahuje.

## Firma v ekonomii
V ekonomii firma označuje tržní subjekt, který se specializuje na přeměnu zdrojů na statky. Pro svoje fungování firma nakupuje služby výrobních faktorů, organizuje jejich přeměnu na výstup (statky) a tento výstup prodává. Pojem firma je v ekonomii synonymní k pojmům podnik a společnost a v českém jazyce se začal používat v průběhu 90. let 20. století pod vlivem zahraničních publikací.
V mikroekonomické teorii je chování firmy popisováno teorií firmy.

### Cíle firmy
V klasické teorii se jako základní cíl předpokládá maximalizace zisku. Přičemž je třeba rozlišovat mezi ziskem účetním (tzn. zisk = příjmy − explicitní náklady) a ziskem ekonomickým (zisk = příjmy − (explicitní náklady + náklady obětované příležitosti)). Alternativním cílem firmy může být nikoliv maximalizace okamžitého zisku, ale maximalizace současné hodnoty budoucích zisků. Mezi další cíle firmy lze řadit:
- dlouhodobě přežít na trhu,
- dosažení určitého podílu na trhu (s tím ale také souvisí dosažení určitého zisku),
- maximalizace obratu,
- růst a expanze,
- dosažení určité tržní hodnoty a následného prodeje firmy